# Motúčko
Motúčko  je česká značka stavebního kolečka poháněného elektromotorem.

## Použití
Použití motúčka je shodné s běžným kolečkem, díky elektromotoru usnadňuje práci.

## Vývoj
Motúčko vyrábí od roku 2010 společnost Isolit Bravo sídlící v Jablonném nad Orlicí. Je dílem týmu kolem ředitele firmy Kvido Štěpánka.
Motúčko je registrovanou ochrannou známkou.

## Technické parametry
- hmotnost:  25 kg
- nosnost: 150 kg
- pojezdová rychlost: 3–4,5 km/hod.
- použitý motor: 250–400 W, dle zátěže, 12 V
- akumulátor: 22 Ah, Panasonic kyselinový uzavřený, min. 450 aktivních nabíjecích cyklů
- vyráběné verze jsou: Motúčko základní;Motúčko s trakařovou nástavbou (Mokař);Motúčko Soft – stejný výkon motoru – lehčí kostra; Motúčko Power – výkon motoru o 20% vyšší,trubky kostry o 0.5 mm na stěnu silnější
- oblíbená příslušenství k Motúčku jsou: sněžný pluh; řetěz na kolo;naviják; převažeč těžkých břemen Herkules; orací   pluh; elektrická brzda; vysokoobjemové korby z armovaného plastu

Motúčko je na jedno nabití při nákladu cca 60 kg schopné 8 hodin provozu. 
Stoupavost v terénu s maximální zátěží činí 35°(v praxi nebyl nalezen kopec, který by se zátěží 60 kg nevyjelo), stroj překoná svislou překážku do cca 20 cm.